# 土卫二十五
土卫二十五又稱為「曼蒂爾法里」(S/2000 S 9, Mundilfari)，是环绕土星运行的一颗卫星。

## 概述
這顆衛星半长轴約為18,725,800公里，繞土星公轉週期956.70天，與黃道及土星赤道的軌道傾角為169.378°，軌道離心率0.198，自轉週期為6.74 ± 0.08小時。